# Strong (revista de Argos)
Strong fue un tebeo de periodicidad semanal, editado entre 1969 y 1971 por Argos Juvenil S. A. a un precio de 8 pesetas. Tenía un formato de 30 x 21 cm. y alcanzó los 90 números, incluyendo dos extraordinarios de verano y uno de Navidad. Al igual que la edición española de "Tintín" (1967), reproducía las fórmulas y el material de revistas franco-belgas clásicas, aunque también incluía alguna serie de producción propia, entre las que destaca Don Talarico de Jan. Fue su director artístico Rai Ferrer.

## Trayectoria
En 1969, tres empresas pertenecientes al mismo trust, la editorial Argos (que había adquirido material de Dupuis y Real Presse), la imprenta Publicaciones Reunidas y la distribuidora Tele-Exprés se coaligaron para editar un tebeo. El primer número de esta revista, con el título de "Strong", fue lanzado el 21 de octubre de ese mismo año, con una tirada de 80.000 ejemplares y campaña en TV incluida. Presentaba sobre todo series extranjeras, ya que, según Ray Ferrer, en España no había buenos guionistas, por lo que tuvo en cuenta que:

Los niños prefieren un buen guion, aunque no vaya acompañado de excelentes dibujos. Utilizando material español con mal guion le hubiera ido peor a la revista.

 Concretamente, se inició con las siguientes series:
| Aparición  | Números        | Título               | Historias de "continuará" | Autoría                     | Procedencia |
| ---------- | -------------- | -------------------- | --- | --------------------------- | ----------- |
| 21/10/1969 | 1,             | Gastón el Gafe       | | Franquin, Jidéhem           | Spirou      |
| 21/10/1969 | 1              | Ultrasón             | ¡Dame un susto, vikingo! (núm. 1 a ) | Marcel Denis/Marcel Remacle | Spirou      |
| 21/10/1969 | 1-85           | Los pitufos          | El huevo y los pitufos (núm. 1 a 5) El falso pitufo (núm. 7 a 11) El pitufo número 100 (núm. 13 a 17) Los pitufos negros (núm. 27 a 31) El pitufísimo (núm. 32 a 41) El hambre de los pitufos (núm. 62 a 64) El pitufo volador (núm. 82-85) | Yvan Delporte/Peyo          | Spirou      |
| 21/10/1969 | 1              | Genaro artificio     | | François Walthéry           | Spirou      |
| 21/10/1969 | 1              | Lucky Luke           | La diligencia (núm. 1 a ) | Goscinny/Morris             | Spirou      |
| 21/10/1969 | 1              | Quique y Lucio       | | Roba                        | Spirou      |
|            | 7-             | Los Cronos           | | Enrique J. Abad             | Nueva       |
|            | 9, 11, 15, 17, | Severino y Severiano | | Juan Potau/Castillo         | Nueva       |
|            | 15, 19,        | Arturito King        | | Alberto Solsona             | Nueva       |
|            | 16,            | Barbanegra           | | Marcel Remacle              | Spirou      |
|            | 18-            | Benito Sansón        | Los taxis rojos | Peyo                        | Spirou      |
|            | 20-            | Odiseo               | | Paul Deliège                | Spirou      |

Hacia su número treinta y tantos, sus responsables intentaron que se vendiese también en Latinoamérica, pero la operación fue un fracaso, al mismo tiempo que su tirada en España descendía hasta los 70.000 ejemplares.
En sus últimos números, aumentó el volumen de material español:
| Aparición | Números                     | Título          | Historias de "continuará" | Autoría                     | Procedencia |
| --------- | --------------------------- | --------------- | ------------------------- | --------------------------- | ----------- |
| 1971      | 66, 70, 73, 78, 81, 86 y 90 | Don Talarico    |                           | Jan                         | Din Dan     |
|           | 74-                         | Robín del Chopo |                           | Claire Bretécher            | Spirou      |
|           | 79-                         | Ovidio y Nason  |                           | Youssouph Ben Houpla/Phocas | Spirou      |
| 1971      | 82-                         | Lucas y Silvio  |                           | Jan                         | Nueva       |
| 1971      | 87-                         | Celtiberión     |                           | Estalló/Pedro Alférez       | Nueva       |

"Strong" dejó de publicarse a principios de julio de 1971, con su número 90, planteando sus responsables la posibilidad de un tebeo mensual, que nunca llegó a concretarse. Se repetía de esta manera lo que había ocurrido con los tebeos de otras editoriales nuevas, como "Tintín"/"Gaceta Junior".

## Valoración
El historiador Juan Antonio Ramírez alabó en 1975 la gran calidad de este tebeo. Se arguyen diferentes razones para su desaparición:
- La crisis general, también financiera, de la edición en el país, que se manifestó en el sector del tebeo.[4][5]
- La falta de adecuación de su contenido al mercado español, manifestada en el exceso de material extranjero en detrimento del autóctono.[3][4]
- Una distribución deficiente,[7] salvo en Barcelona y Madrid, dado que, según Ray Ferrer, Argos no tenía experiencia trabajando con quioscos y además Bruguera boicoteaba sus productos.[5]
- La escasez de ventas en España, sumado al fracaso del intento de extenderlas hasta Latinoamérica.[5] Para Antonio Martín, el precio facial no cubría ni siquiera los costos por ejemplar.[7]

## Reconocimientos
Según sus responsables, "Strong" habría sido reconocida como la mejor revista de la historia del tebeo español por parte de la Comisión de Publicaciones Juveniles de Suiza.